# Rafał Weber
Rafał Weber (ur. 1 września 1981 w Tarnobrzegu) – polski polityk, działacz partyjny i samorządowiec, poseł na Sejm VIII, IX i X kadencji, w latach 2019–2023 sekretarz stanu w Ministerstwie Infrastruktury.

## Życiorys
Ukończył prawo w Wyższej Szkole Prawa i Administracji Rzeszów-Przemyśl. Zaangażował się w działalność partyjną w ramach Prawa i Sprawiedliwości. Był asystentem posła Antoniego Błądka (2008–2009), a także dyrektorem biur europosła Tomasza Poręby (2009–2014) i senator Janiny Sagatowskiej (2013–2014). W 2014 został powołany na zastępcę dyrektora Wojewódzkiego Ośrodka Ruchu Drogowego w Tarnobrzegu. W wyborach samorządowych w 2010 i w 2014 uzyskiwał mandat radnego Stalowej Woli, w drugiej kadencji objął funkcję przewodniczącego rady miejskiej.
W wyborach parlamentarnych w 2015 kandydował do Sejmu z ostatniego miejsca na liście PiS w okręgu rzeszowskim. Został wybrany na posła VIII kadencji, otrzymując 17 359 głosów. 4 kwietnia 2019 powołany na stanowisko sekretarza stanu w Ministerstwie Infrastruktury. W resorcie odpowiadał za sprawy związane z transportem drogowym, drogami publicznymi i bezpieczeństwem ruchu drogowego.
W wyborach w 2019 z powodzeniem ubiegał się o poselską reelekcję, otrzymując 26 746 głosów. W wyborach w 2023 po raz trzeci z rzędu uzyskał mandat poselski z wynikiem 31 349 głosów. W grudniu tego samego roku zakończył pełnienie funkcji wiceministra. W 2024 z ramienia PiS wystartował w wyborach do Parlamentu Europejskiego z okręgu nr 9.

## Wyróżnienia
Wyróżniony tytułem honorowego obywatela Tarnobrzega (2023), Ulanowa (2023) oraz gminy Harasiuki (2023)

## Życie prywatne
Syn Ryszarda i Lucyny. Jest żonaty, ma córkę.